# Seine-Arche
Seine-Arche est le nom d'une opération d'urbanisme d'envergure qui a pour objet d'aménager une longue zone traversant la ville de Nanterre (France, Hauts-de-Seine), depuis La Défense (à l'est) jusqu'à la Seine (à l'ouest).
Né en 2000 d'un accord entre le gouvernement de Lionel Jospin et la mairie de Nanterre, le projet Seine-Arche prévoit la construction de 17 terrasses bordées de logements (dont 35 à 40 % de logements sociaux), de bureaux et d'équipements, dans des immeubles ne dépassant pas la dizaine d'étages, sur un axe allant de la Grande Arche de la Défense à la Seine, sur 124 hectares.
L’Établissement public d'aménagement Seine-Arche (EPASA) conduisait cette opération d’intérêt national de recomposition urbaine de Nanterre, qui s’appuie sur les principes de mixité des fonctions, de qualité architecturale et des espaces publics, de valorisation des grands équipements présents sur le territoire. Il maîtrisait le foncier notamment celui destiné au logement et applique les principes du développement durable. Un décret du 2 juillet 2010 fusionne l’EPASA avec l’Établissement public pour l'aménagement de la région de la Défense (EPAD) pour créer un Établissement public d'aménagement de la Défense Seine Arche (EPADESA).
Le périmètre de l'opération Seine-Arche est issu d'une partition du territoire de l'opération d'intérêt national de La Défense aménagé par l'EPAD. Depuis la fusion, il n'y a de nouveau qu'un périmètre, plus étendu.

## Activité
Prévue sur 15 ans, l'opération Seine-Arche développe 644 000 m2 dont 292 000 m2 de logements, 217 000 m2 de bureaux et activités, 100 000 m2 de commerces, services et activités et 35 000 m2 d’équipements publics.
L'EPASA était officiellement domicilié rue des trois Fontanot à Nanterre, bien qu'une partie des équipes soit installée à La Défense dans des locaux partagés avec l'EPAD.

## Réalisations
- Sur 3 kilomètres, après démolition des viaducs de la RD 914 (ex-RN314), construction de la Place Nelson-Mandela (Nanterre), travaux en cours pour l’aménagement des 20 terrasses paysagères conçues par l’équipe d’urbanistes Treuttel-Garcias-Treuttel entre la Seine et l’Arche et la construction de 60 000 m2 de bureaux et de commerces (Arte Charpentier).

- Le quartier du Parc, situé entre le quartier d’affaires de la Défense et Nanterre Préfecture, construction de la tour Granite (C. de Portzamparc) et création d’une passerelle (Feichtinger Architectes). Les espaces publics autour de la tour Granite sont en cours de réaménagement (A. Amar).

- Côté Seine, les 14 hectares du Parc du Chemin de l’Ile (Acanthe/Chemetov et Huidobro associés à Mizrahi/I.Devin/Site et Concept/Cepage), s’inscrivent dans la continuité de la promenade de 11 km qui reliera Rueil-Malmaison à Gennevilliers.

- Sur le quartier Rouget de Lisle, 400 logements mixtes complétés par 885 m2 d'équipements et 350 m2 de commerces, activités et services (Bouygues immobilier/Badia-Berger;Expansiel/Daufresne-Legarec; Espacil/Tectône; Logistransport/Y.Lesprit).

- À Nanterre-Université, construction d’une nouvelle gare multimodale SNCF / RER pour accueillir 31000 usagers par jour (Arep).

## Projets
- Sur l’écoquartier Hoche, le long du parc du Chemin de l’Ile côté Seine, 48 000 m2 de logements, de la maison à l’immeuble collectif, complétés par 2 000 m2 d’activités et commerces, 1 000 m2 d’équipements et l’aménagement des espaces publics (AABD architectes).

- Cœur de quartier Université (Équipe lauréate Altarea-Eiffage/JP Viguier-Naud & Poux), sur 3,5 hectares autour de la Gare de Nanterre-Université, construction d’un complexe urbain de 170 000 m2 : 34 000 m2 de logements, 69 000 m2 de bureaux et activités, 12 000 m2 d’hôtel, 49 000 m2 de commerces, services et loisirs marchands et 6 000 m2 d’équipements.

- Dans le secteur des Groues, projet à plus long terme, de logements et de bureaux, dont la réalisation dépend directement de l'arrivée de nouveaux transports en commun à la gare de Nanterre-La Folie, dont le prolongement de la ligne E du RER à l'ouest et le Grand Paris Express.